# Assaré (kommun)
Assaré är en kommun i Brasilien.   Den ligger i delstaten Ceará, i den östra delen av landet, 1 300 kilometer nordost om huvudstaden Brasília. Antalet invånare är 22 448. Arean är 1 116 kvadratkilometer.
Terrängen i Assaré är huvudsakligen lite kuperad.
Följande samhällen finns i Assaré:
- Assaré

Omgivningarna runt Assaré är huvudsakligen savann. Runt Assaré är det glesbefolkat, med 19 invånare per kvadratkilometer.